# Roger Hassenforder
Roger Hassenforder (Sausheim, 23 luglio 1930 – Colmar, 3 gennaio 2021) è stato un ciclista su strada francese che corse da professionista tra il 1952 e il 1965 ottenendo 27 vittorie tra cui 8 tappe al Tour de France e una alla Vuelta.

## Palmarès
- 1953 (Mercier, tre vittorie)

1ª tappa Tour de Sud-Est (Marsiglia > Nímes)
Classifica generale Tour de Sud-Est
1ª tappa Critérium du Dauphiné (Grenoble > Bourg-en-Bresse)
- 1954 (Mercier, tre vittorie)

GP des Alliés
Ronde d'Aix-en-Provence
Critérium International
- 1955 (La Perle, una vittoria)

5ª tappa Tour de France (Metz > Colmar)
- 1956 (Saint Raphael, cinque vittorie)

Critérium International
4ª tappa, 2ª semitappa Tour de France (Rouen > Caen)
9ª tappa Tour de France (La Rochelle > Bordeaux)
14ª tappa Tour de France (Tolosa > Montpellier)
21ª tappa Tour de France (Lione > Montluçon)
- 1957 (Essor, tre vittorie)

5ª tappa Vuelta a España (Valladolid)
7ª tappa Tour de France (Metz > Colmar)
14ª tappa Tour de France (Alès > Perpignano)
- 1958 (Saint Raphael, tre vittorie)

Critérium International
3ª tappa, 2ª semitappa GP du Midi-Libre (La Redorte > Perpignano)
5ª tappa Tour de l'Ouest (Nantes > Lorient)
- 1959 (Tricofilina-Coppi, due vittorie)

Boucles de la Seine St Denis
7ª tappa Tour de France (Nantes > La Rochelle)

### Altri successi
- 1952 (Bertin)

Trophée Simplex
- 1954 (Mercier)

Criterium Arras
Criterium Joinville-le-Port
- 1956 (Saint Raphael)

Criterium Alès
GP de l'Echo d'Oran
Criterium Tulle
- 1957 (Essor)

Criterium Miniac-Morvan

## Piazzamenti

### Grandi Giri
- Tour de France

1953: ritirato (10ª tappa)
1955: ritirato (8ª tappa)
1956: 50º
1957: ritirato (17ª tappa)
1959: ritirato (15ª tappa)
- Vuelta a España

1957: ritirato

### Classiche monumento
- Parigi-Roubaix

1954: 20º
1956: 12º
1957: 18º
1958: 8º